# 丁克爾河
丁克爾河（德語／荷蘭語：Dinkel）是西歐的河流，流經德國和荷蘭，屬於費希特河的左支流，河道全長167公里，流域面積2,400平方公里，發源自舍平根，最終注入茲瓦特河。

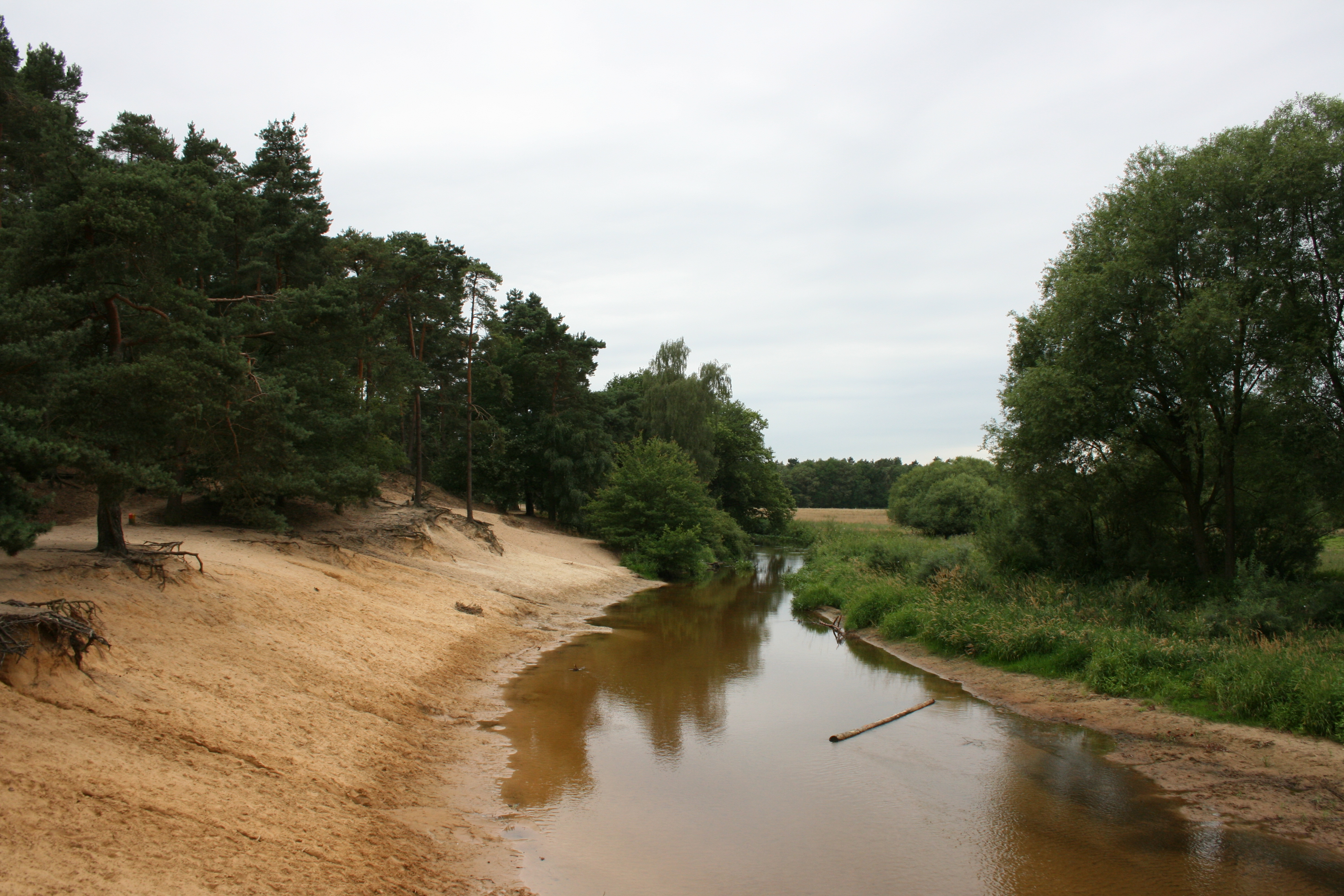
丁克爾河
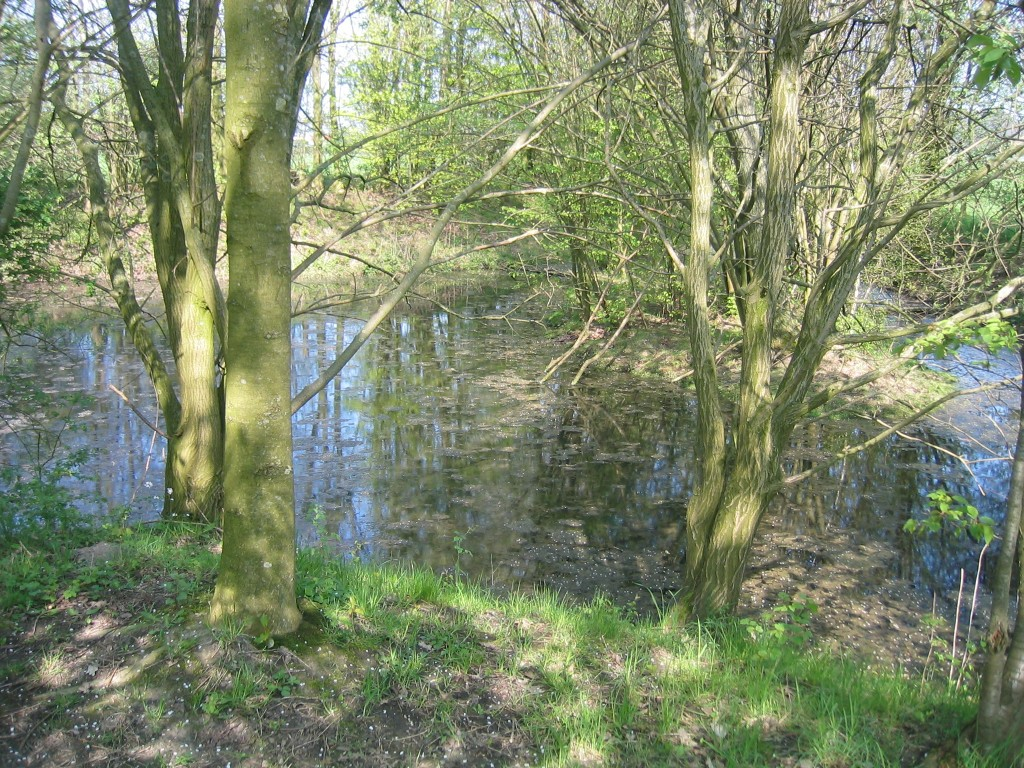
德國羅森達爾鎮段
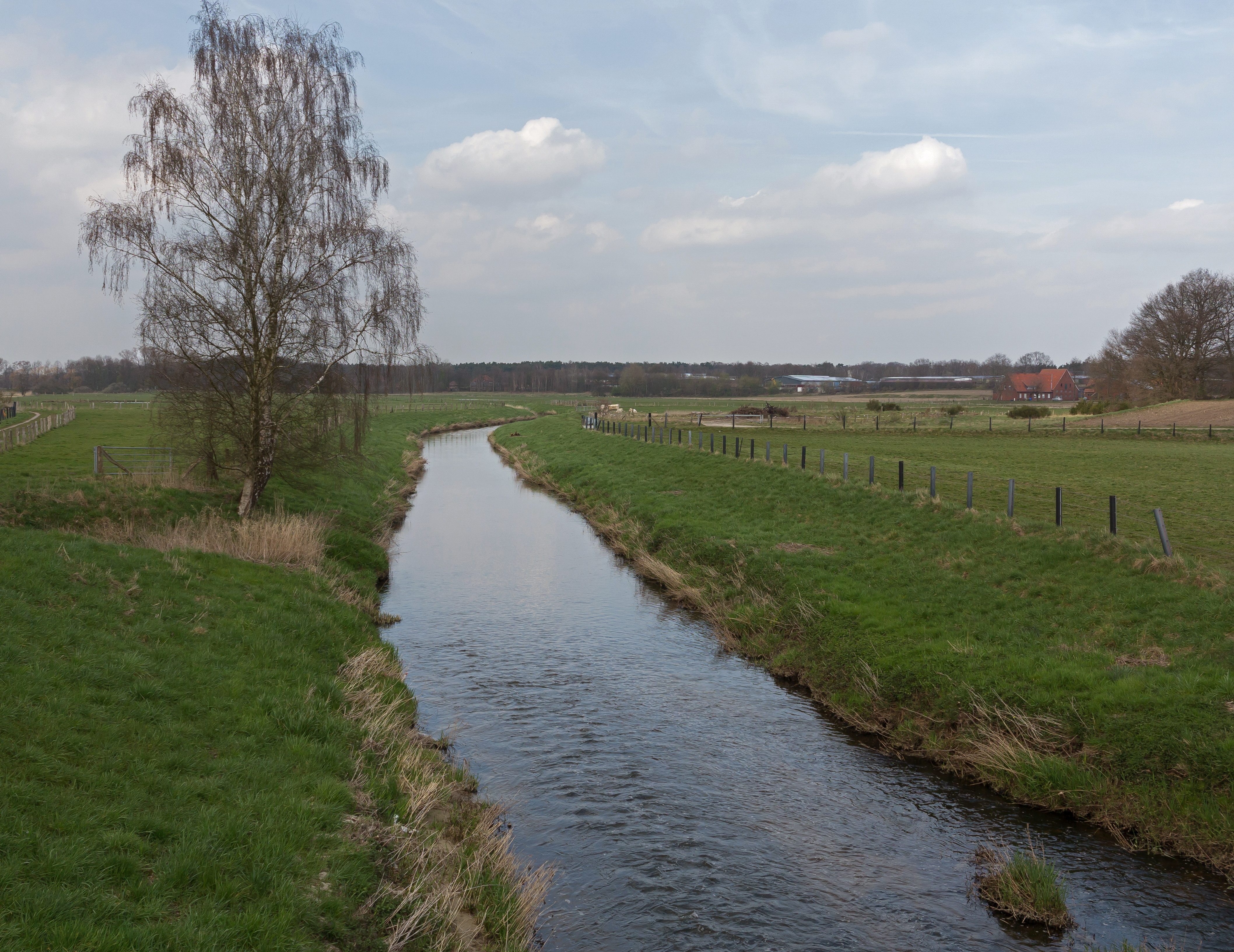
丁克爾河位於德國黑克鎮一段